# Цитау
Цитау (њем. Zittau, глсрп. Žitawa, длсрп. Žytawa) град је у њемачкој савезној држави Саксонија. Једно је од 59 општинских средишта округа Герлиц. Према процени из 2010. у граду је живело 28.906 становника. Поседује регионалну шифру (AGS) 14626610.

## Географски и демографски подаци
Цитау се налази у савезној држави Саксонија у округу Герлиц. Град се налази на надморској висини од 242 метра. Површина општине износи 66,7 km². У самом граду је, према процјени из 2010. године, живело 28.906 становника. Просечна густина становништва износи 433 становника/km².

## Међународна сарадња
| Мјесто   | Држава  | Врста сарадње | Од    |
| -------- | ------- | ------------- | ----- |
| Богатиња | Пољска  | партнерство   | 2000. |
| Пистоја  | Италија | партнерство   | 2000. |
| Либерец  | Чешка   | партнерство   | 1973. |
|          | САД     | партнерство   | 2001. |
| Извор    |         |               |       |